# Trinwillershagen
Trinwillershagen ist eine Gemeinde im Westen des Landkreises Vorpommern-Rügen. Bis zum 1. Januar 2005 war die Gemeinde Teil des Amtes Ahrenshagen und ist seitdem Teil des Amtes Barth.

## Geografie
Die Gemeinde liegt in einer flachen Ebene westlich der Barthe von Stralsund und etwa zehn Kilometer östlich von Ribnitz-Damgarten. In den Fluss mündet der das Gemeindegebiet durchströmende Langenhanshäger Bach. Ein weiteres Fließgewässer ist der Saaler Bach. Größere Seen und Waldgebiete fehlen, nennenswert ist nur das Waldgebiet Forst Schuenhagen.

### Gemeindegliederung
Die Gemeinde Trinwillershagen besteht aus fünf Ortsteilen:
- Balkenkoppel
- Langenhanshagen
- Neuenlübke
- Trinwillershagen
- Wiepkenhagen

### Nachbargemeinden
Im Uhrzeigersinn von Norden beginnend: Saal, Lüdershagen, Divitz-Spoldershagen, Löbnitz, Velgast, Schlemmin und Ahrenshagen-Daskow.

## Geschichte

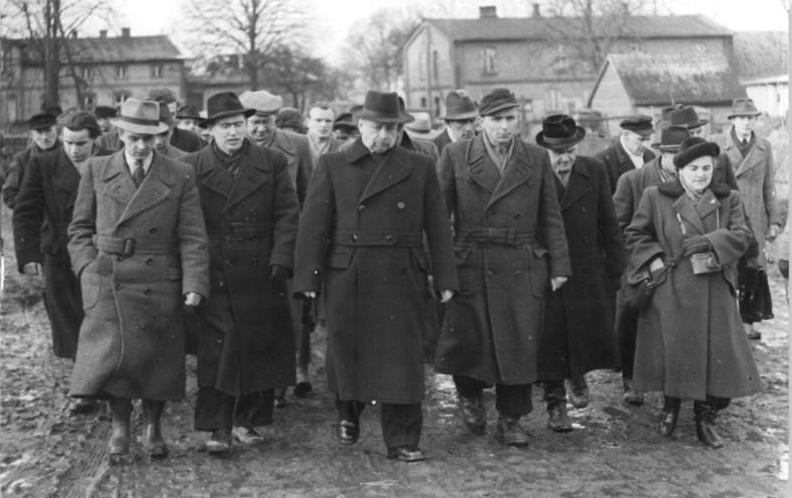
Walter Ulbricht beim Besuch der LPG „Rotes Banner“ in Trinwillershagen am 31. Januar 1953

Trinwillershagen entstand im 13. Jahrhundert im Rahmen der deutschen Ostkolonisation und wurde als ein so genanntes Hagendorf angelegt. Der Begriff „Trin“ leitet sich vom althochdeutschen Wort „Tründel“ ab, welches einen Rundling bezeichnete. Karten von 1583 und 1696 zeigen die Rund- bzw. Kreisform des Dorfes, in deren Mitte sich kleine Teiche befanden.
Die erste urkundliche Erwähnung fand Trinwillershagen jedoch erst in einer Urkunde vom 4. April 1324 als Nyewillershagen. Im Dreißigjährigen Krieg erlitten die Bauern und Leibeigenen beträchtlichen Schaden durch Wallensteins Truppen.
Nach dem Westfälischen Frieden von 1648 gehörte Trinwillershagen zu Schwedisch-Pommern. Im Zuge der schwedischen Landvermessung wurde 1696 ein Kataster (Schwedische Landesaufnahme von Vorpommern) des Dorfes mit Umgebung angefertigt. Mitte des 18. Jahrhunderts gehörte Trinwillershagen zu einem Rittergut, dessen Pächter über die Jahre oft wechselten. Im Jahr 1815 kam die Gemeinde dann zur preußischen Provinz Pommern.
Der Ort war 1802 bis 1900 im Besitz der Briefadelsfamilie von Stumpfeld-Lillienanker. Die Familie Stumpfeld erhielt 1763 in Wien die Nobilitierung, in ihrer Funktion als schwedische Amtshauptleute zu Barth und als Pfandträger des Dominialgutes Endingen. Die Wappen- und Namensfusion mit derer von Lillienanker geht auf eine in Potsdam, also preußisch belegte, ausgestellte Genehmigung zurück und bezog sich auf Wilhelm von Stumpfeld-Trinwillershagen als Erben und Nutznießer des von Lillienanker`schen Familienfideikommiss Daskow. Deren Söhne Gustaf (1838–1893) sowie Robert von Stumpfeld (1853–1895) waren gleichberechtigte Mitinhaber, verkauften aber das Gut wieder, die Nachfahren des Erstgenannten betrieben das Gut Daskow. Der Sohn des Letztgenannten, Achim von Stumpfeld (1881–1968), wurde Generalleutnant, zwei Schwestern Konventualin des Adligen Fräulein-Stiftes Klosters Barth. Der Enkel Gunno-Christoph von Stumpfeld wiederum wurde ehrenamtlich Kommendator des Johanniterordens.
Danach war ein Herr Alban Besitzer, vormals agierte er schon als Gutspächter. 1905 war Robert Hecht Gutsherr im Ort. Auch er war nach der genealogische Quelle des Deutschen Geschlechterbuches formell erst Gutspächter, dann Eigentümer. Der letzte Pächter des Gutes war ab 1919 Albert Matthies, der 1925 auch das benachbarte Gut Neuenlübke erwarb. Der Oberamtmann war 1939 auch Pächter der 661 ha Domäne Saal und ließ bis zur Bodenreform 1945 die Felder um Trinwillershagen bewirtschaften. Das letztmals amtlich publizierte Güter-Adressbuch Pommern wies für das Rittergut Trinwillershagen gesamt 506 ha aus. Ein Waldbestand war im Gutsareal nicht vorhanden. Die von ihm angestellten Bauern lebten in Häusern, die an der einzigen Straße, dem Alten Dorf, lagen.
Im Zweiten Weltkrieg wurden einige neue Häuser gebaut, in die Bombenopfer aus Stralsund einzogen. Für die Unterbringung von Flüchtlingen wurden in Ställen und im Gutshaus Wohnungen eingerichtet.
Die Gemeinde war bis 1952 Teil des Landkreises Franzburg-Barth. Nach der Gründung der DDR gehörte die Gemeinde zum Bezirk Rostock und dem Kreis Ribnitz-Damgarten.
Während der staatlichen Bodenreform wurde am 2. August 1952 in Trinwillershagen die LPG „Rotes Banner“ gegründet, die sich erst in der Wendezeit 1991 auflöste. Der Generalsekretär der SED Walter Ulbricht besuchte die LPG „Rotes Banner“ am 31. Januar 1953.
In den fast vierzig Jahren der LPG wurde Trinwillershagen zu einem Vorzeigedorf der DDR. Im Ort gab es einen Arzt, Zahnarzt, Sparkasse, Kindergarten, Kinderkrippe, Bürgermeisterei, eine große Kaufhalle, eine Praxis für Physiotherapie und eine 10-klassige Polytechnische Oberschule mit über 300 Schülern sowie ein Dorfgemeinschaftshaus. Im Jahre 1970 wurde im Dorf die erste Sauna des Kreises Ribnitz-Damgarten in Betrieb genommen.
Nach einer Weile des Stillstandes durch ungeklärte Besitzansprüche in den 1990er Jahren sind neue Einfamilienhäuser entstanden und alte durch privates Engagement renoviert. Man baute einen Großteil der einstigen LPG zurück, an Stelle der ehemaligen Stallanlagen entstand in einem aufwendigen Projekt der etwa 4000 m² große Tründelkernpark mit vielen neu gepflanzten Bäumen, Sträuchern, Grünpflanzen sowie einer Streuobstwiese.

## Bevölkerung
| Jahr | Einwohner |
| ---- | --------- |
| 1990 | 1672      |
| 1995 | 1569      |
| 2000 | 1493      |
| 2005 | 1366      |
| 2010 | 1253      |
| 2015 | 1139      |

| Jahr | Einwohner |
| ---- | --------- |
| 2020 | 1145      |
| 2021 | 1203      |
| 2022 | 1159      |
| 2023 | 1160      |

 Stand: 31. Dezember des jeweiligen Jahres

## Politik

### Gemeindevertretung
Die Gemeindevertretung von Trinwillershagen besteht aus zehn Mitgliedern. Die Kommunalwahl am 9. Juni 2024 führte bei einer Wahlbeteiligung von 63,4 % zu folgendem Ergebnis:
| Partei / Wählergruppe                                       | Stimmenanteil 2019 | Sitze 2019 |  | Stimmenanteil 2024 | Sitze 2024 |
| ----------------------------------------------------------- | ------------------ | ---------- |  | ------------------ | ---------- |
| Wählergemeinschaft Gemeindeentwicklung/Kultur/Gewerbe (GKG) | 55,7 %             | 6          |  | 55,4 %             | 6          |
| Einzelbewerberin Silke Behnke                               | –                  | –          |  | 12,8 %             | 1          |
| Einzelbewerber Andreas Gergaut                              | –                  | –          |  | 12,2 %             | –          |
| SPD                                                         | 08,5 %             | 1          |  | 09,4 %             | 1          |
| Einzelbewerber Gunnar Lange                                 | –                  | –          |  | 07,3 %             | 1          |
| Einzelbewerberin Kerstin Gergaut                            | –                  | –          |  | 02,9 %             | –          |
| Bauernverband Langenhanshagen                               | 24,1 %             | 2          |  | –                  | –          |
| CDU                                                         | 11,7 %             | 1          |  | –                  | –          |
| Insgesamt                                                   | 100 %              | 10         |  | 100 %              | 9          |

Bei der Wahl 2024 kandidierte der Einzelbewerber Andreas Gergaut sowohl als Gemeindevertreter als auch als Bürgermeister. Da er die Wahl zum Bürgermeister annahm, bleibt sein Sitz in der Gemeindevertretung unbesetzt.

### Bürgermeister
- 2014–2024: Achim Markawissuk (GKG)
- seit 2024: Andreas Gergaut

Bei der Bürgermeisterwahl am 26. Mai 2019 wurde Markawissuk ohne Gegenkandidat mit 59,3 % der gültigen Stimmen in seinem Amt bestätigt. Am 9. Juni 2024 wurde Gergaut mit 68,8 % der gültigen Stimmen zu seinem Nachfolger gewählt. Seine Amtszeit beträgt fünf Jahre.

### Wappen
Das Wappen wurde am 25. Februar 2011 durch das Innenministerium genehmigt und unter der Nr. 335 der Wappenrolle von Mecklenburg-Vorpommern registriert.
Blasonierung: „In Rot schräg gekreuzt zwei silberne Hacken; bewinkelt oben von einem silbernen Hufeisen, beiderseits von goldenen Tulpenblüten, unten von einer silbernen Rübe.“

## Sehenswürdigkeiten

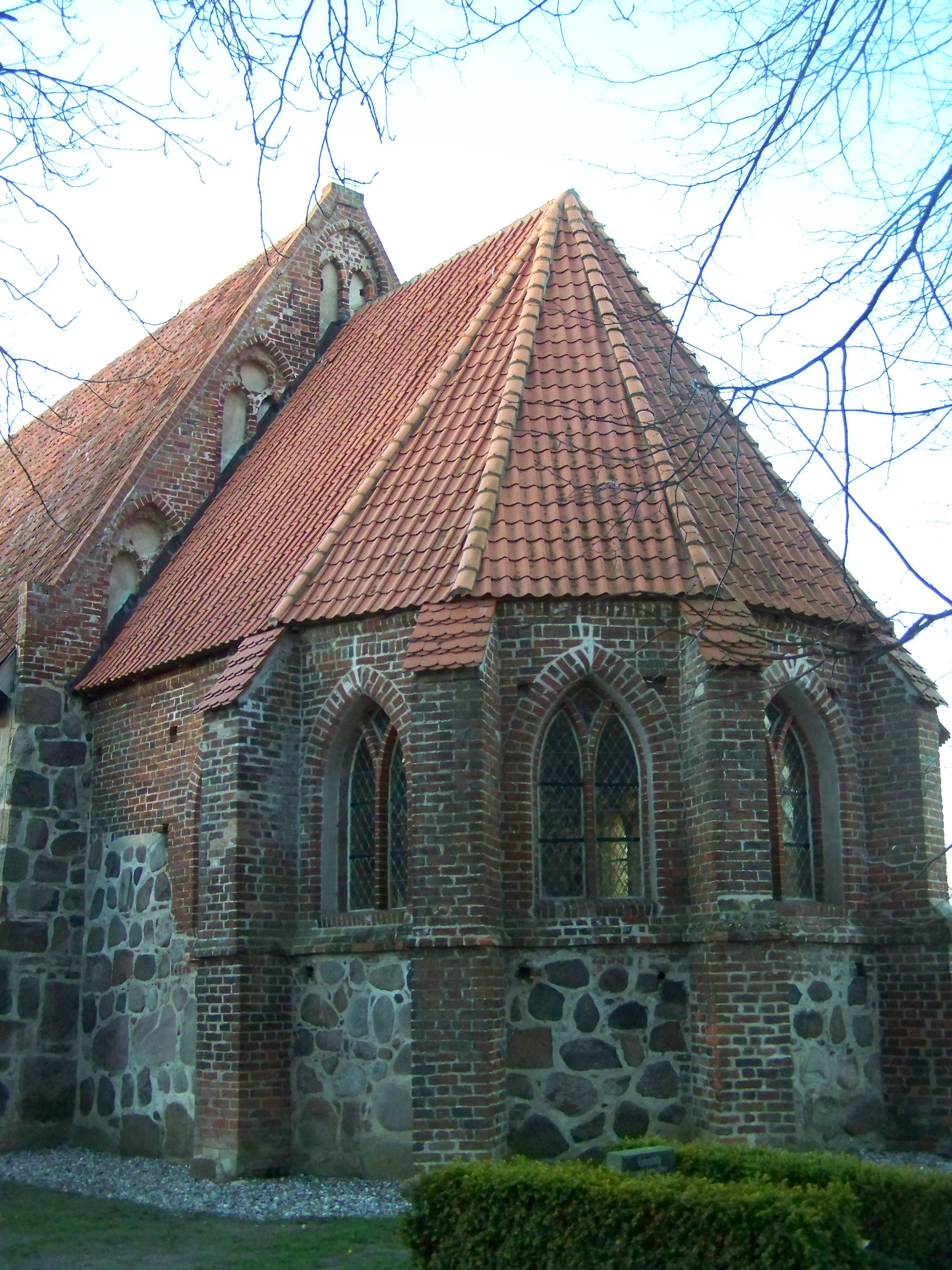
Chor der Kirche Langenhanshagen

→ Siehe auch Liste der Baudenkmale in Trinwillershagen
- Kirche Langenhanshagen aus Feld- und Backsteinen vom 14. Jahrhundert mit bemerkenswertem Kreuzrippengewölbe im eingezogenen Chor mit 5/8-Schluss. Die Grüneberg-Orgel der Kirche befindet sich als Leihgabe im Mecklenburgischen Orgelmuseum in Malchow.
- Gutshaus von um 1880/90 mit Park in Wiepkenhagen, Stralsunder Chaussee
- Gedenkstein von 1965 auf dem Friedhof des Ortsteiles Wiepkenhagen am Gemeinschaftsgrab von fünf Häftlingen des KZ-Außenlager Barth, die Opfer des Todesmarsches vom April 1945 wurden. Auf dem gleichen Friedhof befinden sich die Gräber eines unbekannten sowjetischen und polnischen Opfers, vermutlich der Zwangsarbeit.

## Wirtschaft und Infrastruktur

### Wirtschaft
In Trinwillershagen gibt es ein Gewerbegebiet und einen neu gebauten Windpark. Darüber hinaus sind einige kleine Baufirmen, Handwerksbetriebe, ein Sägewerk, Landwirtschaftsbetriebe und ein Restaurant ansässig. Zudem gibt es eine Sparkassenfiliale, einen Getränkemarkt, einen Zahnarzt, eine Physiotherapie, eine Ergotherapie und einen Arzt für Allgemeinmedizin.
Viele Einwohner Trinwillershagens sind Pendler und arbeiten als Handwerker, Angestellte und Landwirte in und bei Ribnitz-Damgarten, Barth, Stralsund und Rostock.

### Verkehr
Durch den Ort führt die Kreisstraße K 4 vom Ortsteil Wiepkenhagen an der B 105 nach Schlemmin.
Der nächstgelegene Bahnhof ist Ribnitz-Damgarten Ost an der Bahnstrecke Stralsund–Rostock.

### Sport
Der örtliche Sportverein SV Rot-Weiß Trinwillershagen hat besonders im Fußball eine längere Tradition. Rotes Banner Trinwillershagen spielte 1976–1978 in der DDR-Liga, der zweithöchsten Spielklasse der DDR.

## Sonstiges
- Walter Ulbricht und das sowjetische Politbüromitglied Anastas Mikojan besuchten 1957 die LPG und das Dorf, um sich ein Bild von der sozialistischen Landwirtschaft in der DDR zu machen.[18]
- Am 13. Juli 2006 besuchte, begleitet von Protesten im Zusammenhang mit dem Krieg gegen den Terror, der US-amerikanische Präsident George W. Bush nach Ende seines Arbeitsbesuches auf Einladung der Bundeskanzlerin Angela Merkel zum Barbecue Trinwillershagen.[19]

## Persönlichkeiten
- Gustav von Stumpfeldt (1838–1893), Verwaltungsjurist und Landrat, in Trinwillershagen geboren
- Robert Holsten (1862–1954), Pädagoge und Volkskundler, in Langenhanshagen geboren
- Ulrich Peters (1878–1939), Pädagoge und Geschichtsdidaktiker, in Langenhanshagen geboren